# Charanyca umbripennis
Charanyca umbripennis är en fjärilsart som beskrevs av Embrik Strand 1909. Charanyca umbripennis ingår i släktet Charanyca och familjen nattflyn. Inga underarter finns listade i Catalogue of Life.